# Joturus pichardi
Joturus pichardi és una espècie de peix de la família dels mugílids i de l'ordre dels mugiliformes.

## Particularitats
Joturus pichardi és l'única espècie del gènere Joturus.

## Morfologia
- Els mascles poden assolir 61 cm de longitud total[2] i 3.250 g de pes.[3][4]

## Reproducció
És ovípar.

## Alimentació
És herbívor, tot i que, de vegades, també menja gambes.

## Hàbitat
És un peix de clima subtropical (22 °C-25 °C) i pelàgic-nerític.

## Distribució geogràfica
Es troba des de Mèxic fins a Panamà. També és present a les Índies Occidentals i Florida.

## Observacions
És inofensiu per als humans.